# Esteve Cruanyes i Oliver
Esteve Cruanyes i Oliver (L'Arboç, Baix Penedès, 14 de juliol de 1925 - 20 de febrer de 2010), va ser un empresari, historiador local i escriptor català, autor de nombrosos treballs periodístics i d'investigació, així com llibres, molts d'ells de temàtiques arbocenques.

## Biografia
Neix a l'Arboç el 1925, fill de l'empresari dedicat a la producció d'alcohol i polític local Esteve Cruanyes i Escarré. Se l'anomena Esteve com als tres hereus de les anteriors generacions de la família que el precedeixen. El seu avi va ser alcalde de L'Arboç, el seu poble natal i després de la Guerra Civil Espanyola, el seu pare fou empresonat pel bàndol vencedor degut a la seva trajectòria política com a alcalde republicà de l'Arboç i membre actiu d'Esquerra Republicana de Catalunya. És el gran de tres germans: Esteve, Josep i Maria. Després de cursar els estudis de Peritatge Mercantil a Barcelona torna a l'Arboç i es casa amb Montserrat Ràfols i Raventós, amb la qual tingué tres fills: Esteve, Joan i Àngela.
Professionalment, en acabar els estudis i les milícies intenta tirar endavant el negoci de la família, molt maltractat per la guerra, que finalment acaba tancant. Als anys 60 esdevé gerent i soci de l'empresa catalanofrancesa Vilarol S.A., dedicada a la producció tèxtil.
Va ser responsable de la configuració actual de la vila de l'Arboç i de la seva fibra social, ja que va dissenyar, entre d'altres, la Plaça de la Badalota (1964), la façana de la Casa de la Vila (1969) i el monument a l'Abat Escarré (1978). També va treballar en la promoció per a la restauració de l'Església de Sant Julià, presidí l'antiga Fundació Residència Hospital de Sant Antoni Abat, i promotor de la transformació d'aquesta fundació en l'actual Fundació Pública de Serveis, Patronat Sant Antoni Abat.
Esteve Cruanyes va ser cofundador i membre durant molts anys de la colla castellera Minyons de l'Arboç, així com cofundador de les entitats Amics de l'Art Romànic de Barcelona, (filial de l'Institut d'Estudis Catalans) l'any 1977, Amics de l'Art Romànic del Bages; Arxiu Bibliogràfic de Santes Creus; i Institut d'Estudis Penedesencs, l'any 1977, del qual va ser elegit president l'any 1990.
El 20 de febrer del 2010 mor a l'Hospital General de Catalunya i és enterrat el 21 del mateix mes al cementiri de L'Arboç, al nínxol familiar.